# Пон де Вердён, Филипп Лоран
Филипп Лоран Пон де Вердён (фр. Philippe-Laurent Pons de Verdun; 17 февраля 1749, Верден — 7 мая 1844, Париж) — французский поэт, юрист, адвокат и политик.

## Биография
Филипп Лоран Пон де Вердён родился в семье кондитера. Получил юридическое образование и до Великой Французской революции успешно занимался адвокатской практикой; ещё в молодости стал известен эпиграммами и мадригалами, собранными под заглавием «Loisirs; poésies diverses» (1780).
Во время революции был прокурором при парижском суде, потом членом национального конвента — был избран 4 сентября 1792 года от Мааса и вскоре стал секретарём Конвента: участвовал в обсуждении различных вопросов, в том числе отмены феодальных титулов, реформы наследственного права, разрешении разводов. Проголосовал за казнь короля. Благодаря Пону в 1794 году было декретировано воспрещение подвергать суду по обвинению, влекущему за собой смертную казнь, беременных женщин. При Директории был членом Совета пятисот и прокурором в Париже. Поддержал Наполеона, в период Первой империи был генеральным прокурором при кассационом суде и занимал эту должность до падения императора, а после Реставрации изгнан как «цареубийца», поскольку вотировал за смерть Людовика XVI; жил в Бельгии, в 1818 году вернулся после объявления частичной амнистии и безуспешно требовал себе пенсию.
Кроме «Loisirs», переизданных под заглавием «Récits et contes en vers et en prose» (1782), написал следующие труды: «Opinion sur le procus du roi» (1792), «Portrait du général Souwarow» (1795), «La filleule et le parrain» (1836). В «Mémoires d’outre tombe» Шатобриана повторены старые, опровергнутые обвинения, будто Пон был причиной казни верденских женщин, в 1792 году встретивших прусскую армию с цветами.